# Onofre Alsamora
Onofre Alsamora Peracaula (Barcelona, 1825-Barcelona, 1880) fue un pintor español.

## Biografía

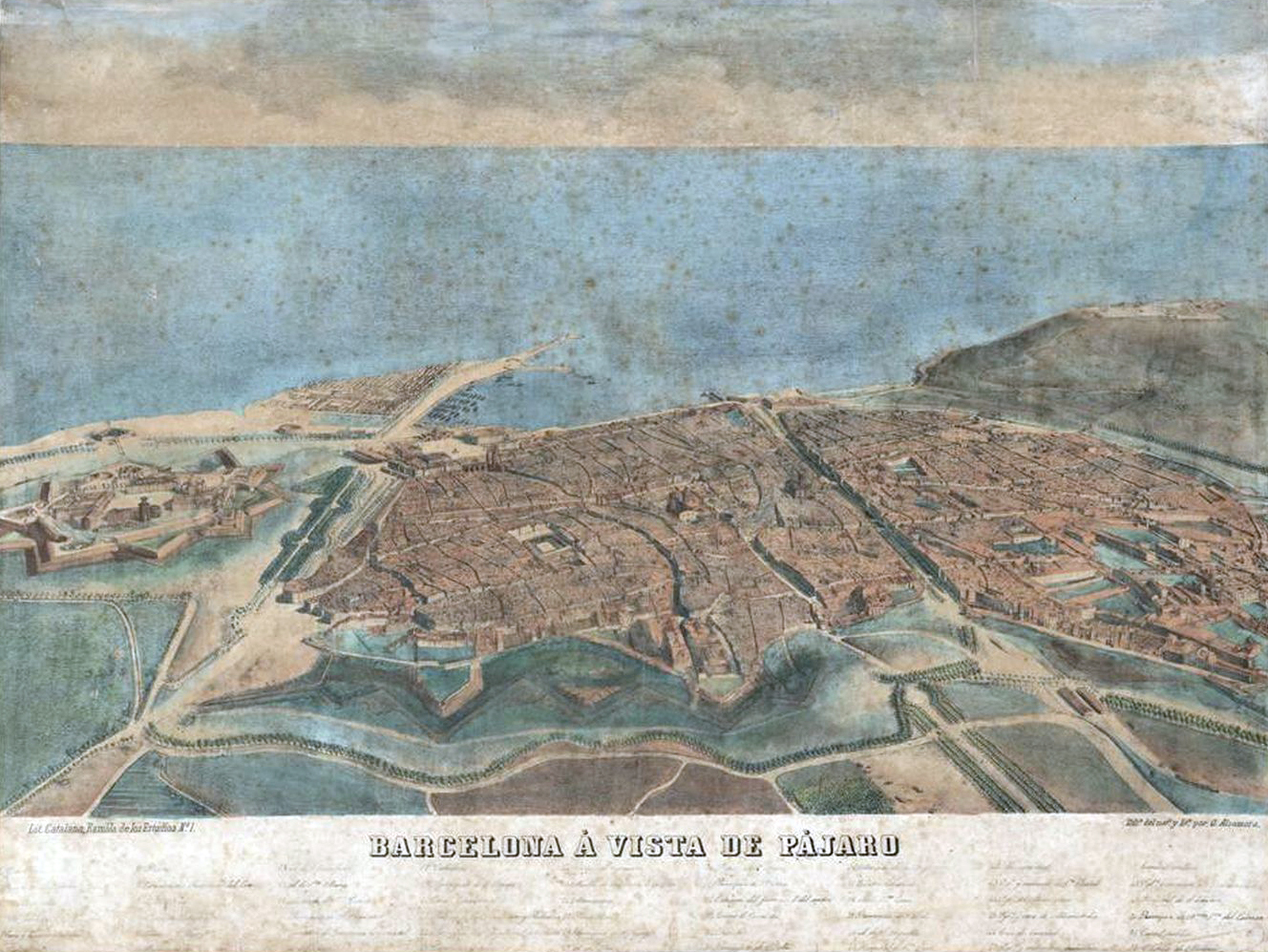
Barcelona, a vista de pájaro, una de sus obras.

Natural de Barcelona, fue discípulo de la Escuela de Bellas Artes de aquella ciudad. En la exposición que se celebró allí en 1850, expuso una vista panorámica por la que obtuvo un premio concedido por el jurado calificador. En la nacional verificada de 1864, que tuvo lugar en Madrid, presentó Interior de la iglesia parroquial de Santa María del Mar en Barcelona, y, en la celebrada en 1866 en su ciudad natal, unas cuantas y diversas obras.
Publicó los primeros ensayos de un viaje óptico por España y, habiendo alcanzado algún éxito, emprendió otra publicación más esmerada, dando mayores proporciones y doble efecto a sus cuadros o puntos de vista, a fin de que la ilusión óptica fuese más completa y sus efectos más animados y sorprendentes. Reunidos los elementos necesarios para esta obra, se asoció con Francisco Dalmau, y en 1851 publicó El viaje óptico por España, que comprendía vistas de los puntos más importantes y el aparato correspondiente para colocarlas.
Fue también el autor de varias litografías del tomo correspondiente a Cataluña en la obra Recuerdos y bellezas de España.